# 将棋講座
将棋講座（しょうぎこうざ）は、将棋の講師が将棋の指し方を解説するもの。
テレビ放送やそのテキスト、郵送による通信教育、ネット配信、セミナー（将棋スクール）などの形態がある。

## テレビ
- 将棋講座 (NHK)
- 囲碁・将棋チャンネルで放送される各種の将棋講座[1]

## 通信教育
- 実戦将棋講座（ユーキャン）[2]

## ネット配信
- 将棋ニュースプラス「将棋列伝」（BIGLOBEストリーム）
- 日本将棋連盟 オンライン「将棋スクール」[3]

## セミナー
- 日本将棋連盟 子供将棋スクール[4]